# Доротеа Брандт
Доротеа Брандт (нім. Dorothea Brandt, 5 березня 1984) — німецька плавчиня.
Учасниця Олімпійських Ігор 2004 року.
Призерка Чемпіонату світу з плавання на короткій воді 2014 року.
Чемпіонка Європи з плавання на короткій воді 2010, 2011 років, призерка 2002, 2004, 2005, 2007, 2008, 2009, 2013 років.
Призерка літньої Універсіади 2009 року.